# Margaret Beaufort
Lady Margaret Beaufort (født 31. maj 1443, død 29. juni 1509) var mor til Henrik 7. af England.